# Zamek Radosno

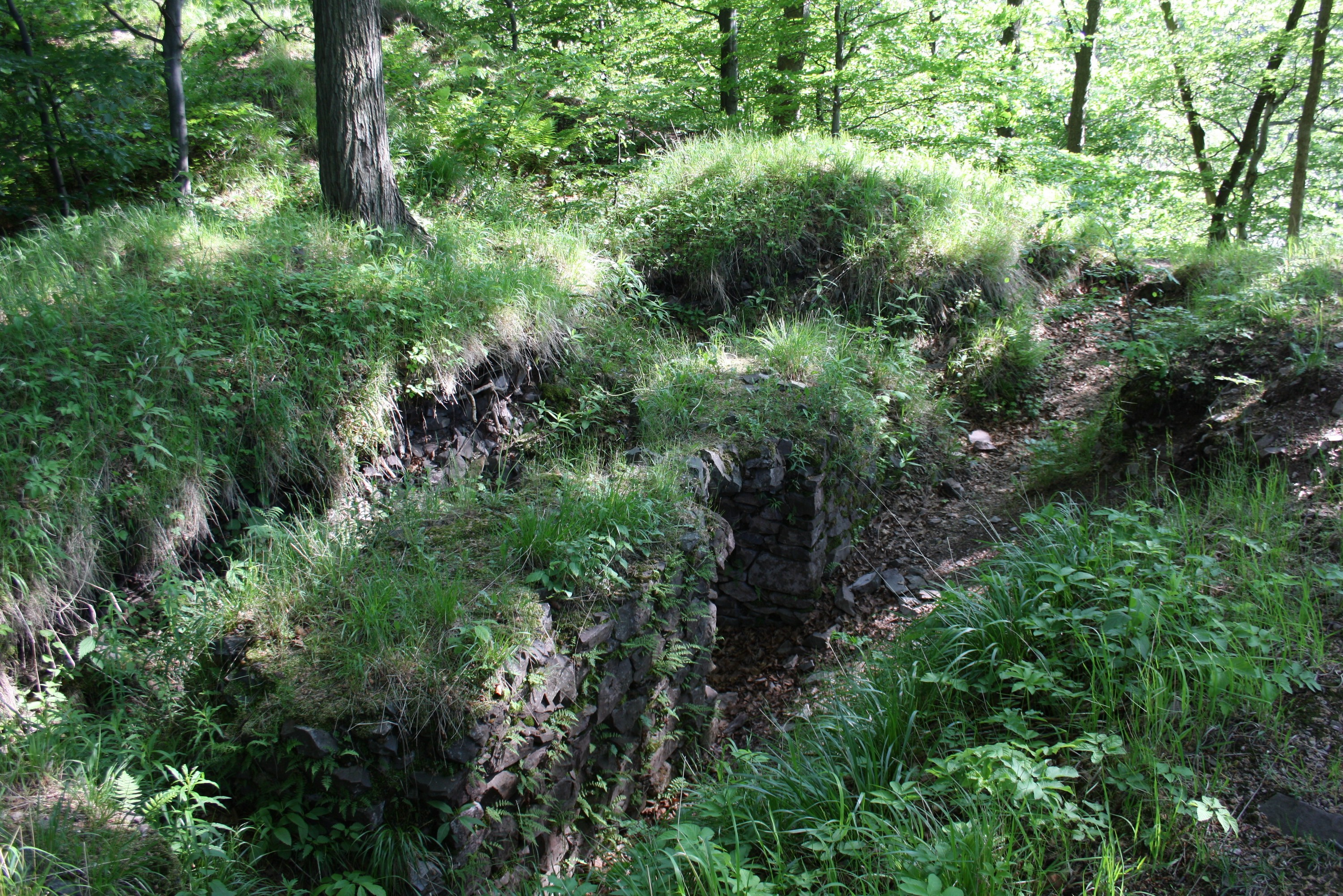
Fragmenty przyziemia

Zamek Radosno (niem. Burg Freudenburg) – zabytkowy zamek w ruinie położony w północno-zachodniej części Gór Suchych, w Sudetach Środkowych, pomiędzy Sokołowskiem a  Rybnicą Leśną, w województwie dolnośląskim.

## Położenie
Ruiny kamiennego zamku Radosno z drugiej połowy XIII w. położone są na wysokości 770 m n.p.m., na górze przy północnym brzegu zbocza Suchawy w Górach Kamiennych w północno-zachodniej części pasma Gór Suchych, na wschód od Sokołowska i na południe od Rybnicy Leśnej.

## Opis dawnego wyglądu zamku
Najstarsza część zamku powstała prawdopodobnie w II poł. XIII wieku. Była to cylindryczna kamienna wieża o średnicy 7,2 m, zbudowana z miejscowego melafiru, otoczona drewniano-ziemnymi umocnieniami. Wejście do wieży znajdowało się na wysokości 4 metrów powyżej poziomu terenu. Obronna wieża usytuowana była w miejscu narażonym na największe niebezpieczeństwo ataku, w najwyższej, południowo-wschodniej części wzgórza. W drugim etapie budowy w XIV wieku na miejscu wcześniejszych drewniano-ziemnych umocnień wzniesiono wokół wieży mury obronne i budynki mieszkalno-gospodarcze, które utworzyły dziedziniec o powierzchni blisko 300 m². Warownia składała się z położonego na wzgórzu zamku właściwego, zbudowanego na planie prostokąta o wymiarach 17 m na 30 m, z domem mieszkalnym w północnym narożu zamku i wolno stojącą cylindryczną wieżą. Stała ona w najwyższej, południowo-wschodniej części założenia. Obok zamku, w północno-zachodniej części warowni, znajdowała się czworokątna baszta o wymiarach ok. 6 m × 6 m), spięta murem obronnym, w której mieściła się brama wjazdowa. Do zamku od południowej strony przylegało niewielkie prostokątne przedzamcze o wymiarach 14 m na 18 m. Obronność zamku podnosiły wykute w skale fosy o szerokości od 3,5 m do 7 m, których głębokość dochodziła miejscami do 4 m.

## Historia zamku
Warownia wraz z lennem, w skład którego wchodziło miasteczko Mieroszów i okoliczne wsie: Unisław Śląski, Golińsk, Różana, Kowalowa, Sokołowsko i Nowe Siodło, wzmiankowana jest w 1350 i 1355 roku. Zamek i lenno w tym okresie znajdowały się w obrębie księstwa świdnicko-jaworskiego, z tego też czasu pochodzi wzmianka o tutejszym burgrabim. Nie ma pewności co do czasu powstania ani fundatora zamku Radosno. Prawdopodobnie pierwsze obiekty późniejszego zamku zbudowano w II poł. XIII w. Powszechnie łączy się go z osobą księcia świdnicko-jaworskiego Bolka I, choć istnieją też przypuszczenia, że zamek zbudowali Czesi jako przeciwwagę dla pobliskiej warowni Rogowiec. W pierwszej połowie XIV wieku zamek pozostawał w rękach Reincza, Hansa i Jerislava Swenkinvaldów. W 1355 roku zamek, który był ostoją rozbójników, został zdobyty przez króla czeskiego Karola IV Luksemburskiego. W 1356 zamek – za 2300 kop praskich groszy – nabył Hersko z Rozkowicz. Przy transakcji zastrzeżono prawo pierwokupu zamku dla Bolka II Małego. Z prawa tego w niedługim czasie Bolko II Mały skorzystał. W roku 1369, po śmierci Bolka II Małego, księżna Agnieszka (wdowa po księciu Bolku II) oddała zamek w lenno biskupowi wrocławskiemu Przecławowi z Pogorzeli, do którego zamek należał do roku 1376. Następnymi właścicielami zamku byli Gunzel i Nickel von Seidlitz, a od roku 1388 Heinrich von Rechenberg i jego czterej synowie. W 1392 roku warownia, tak jak całe księstwo świdnicko-jaworskie, weszła w posiadanie władców czeskich. W czasie wojen husyckich zamek dwukrotnie był oblegany przez powstańców – w roku 1427 i 1434, lecz nie wiadomo, czy był zdobyty. Od początku XV wieku zamek był opanowany przez rycerzy rabusiów, w wyniku czego w 1443 roku został zniszczony przez mieszczan wrocławskich, wspieranych przez wojsko. W 1466 roku bracia Hans i Nikolaus von Schellendorf odbudowali zamek i sami zaczęli parać się rozbojami. W 1483 roku zamek przejęły wojska Macieja Korwina. W 1497 roku wrocławski starosta Georg von Stein z rozkazu czeskiego króla Władysława Jagiellończyka zdobył i zniszczył zamek. Od tego czasu zamek pozostaje w ruinie.

## Funkcja zamku
- wraz z twierdzami Rogowiec, Grodno i Nowy Dwór stanowił lokalną linię umocnień granicznych przy południowej granicy z Czechami.
- strzegł średniowiecznego szlaku handlowego przechodzącego w pobliżu zamku.
- dla Czechów był przeciwwaga dla pobliskiej twierdzy Rogowiec.
- był pierwszym, historycznym centrum osadniczym dla okolic Mieroszowa.
- służył utrwalaniu władzy zwierzchniej na bardzo słabo jeszcze zaludnionych terenach górskich,
- w XV wieku był siedzibą rycerzy rabusiów.
- pełnił funkcję tytularnej siedziby zarządu dóbr.

## Zamek obecnie
Do naszych czasów z zamku zachowały się: 12-metrowy dolny fragment cylindrycznej wieży obronnej oraz odsłonięte niedawno niewielkie przyziemne fragmenty budynku mieszkalnego, znajdujące się po północno-zachodniej stronie dawnego zespołu obronnego.

## Atrakcje
- w pobliżu ruin zamku, poniżej Przełęczy Trzech Dolin na Hali pod Klinem, znajduje się Schronisko „Andrzejówka”.
- Sokołowsko (cerkiew prawosławna pw. Świętego Archanioła Michała).
- drewniany kościół z 1608 roku pw. św. Jadwigi Śląskiej w Rybnicy Leśnej.
- unikalne w skali kraju krajobrazy górskie, objęte ochroną w ramach utworzonego 17 grudnia 1998 roku Parku Krajobrazowego Sudety Wałbrzyskie

## Szlaki turystyczne
Przez zamek przebiega:
- żółty szlak – fragment szlaku z Sokołowska przez Schronisko PTTK „Andrzejówka” do Głuszycy